# Koźlakiewicze (przystanek kolejowy)
Koźlakiewicze (biał. Казлякевічы, ros. Козлякевичи) – przystanek kolejowy w miejscowości Koźlakiewicze, w rejonie baranowickim, w obwodzie brzeskim, na Białorusi.